# Welterbe in Gambia
Zum Welterbe in Gambia gehören (Stand 2016) zwei UNESCO-Welterbestätten, beide Stätten des Weltkulturerbes. Der westafrikanische Staat Gambia hat die Welterbekonvention 1987 ratifiziert, die erste Welterbestätte wurden 2003 eingetragen. Die bislang letzte Welterbestätte in Gambia wurde 2006 in die Welterbeliste aufgenommen.

## Welterbestätten
Diese Tabelle listet die UNESCO-Welterbestätten in Gambia in chronologischer Reihenfolge nach dem Jahr ihrer Aufnahme in die Welterbeliste (K – Kulturerbe, N – Naturerbe, K/N – gemischt, (G) – auf der Liste des gefährdeten Welterbes).
| Bild                                                           | Bezeichnung                                       | Jahr | Typ | Ref. | Beschreibung |
| -------------------------------------------------------------- | ------------------------------------------------- | ---- | --- | ---- | --- |
| Kunta Kinteh Island mit Ruinen von Fort James (weitere Bilder) | Kunta Kinteh Island und zugehörige Stätten (Lage) | 2003 | K   | 761  | Besteht aus Kunta Kinteh Island (ehem. James Island) mit dem Fort James, dem Fort Bullen bei Barra, den Ruinen von San Domingo, den Überresten der Portugiesischen Kapelle, dem CFAO-Gebäude, dem Gebäude von Maurel Frères in Albreda/Juffure sowie der Sechs-Kanonen-Batterie in Banjul (ehem. Bathurst). |
| Steinkreise bei Kerr Batch (weitere Bilder)                    | Steinkreise von Senegambia                        | 2006 | K   | 1226 | Die grenzüberschreitende Welterbestätte umfasst in Gambia die Steinkreise von Kerr Batch (Lage) und Wassu (Lage) sowie zwei weitere Steinkreise in Senegal. |

## Tentativliste
In der Tentativliste sind die Stätten eingetragen, die für eine Nominierung zur Aufnahme in die Welterbeliste vorgesehen sind. Derzeit (2016) sind zwei Stätten in der Tentativliste von Gambia eingetragen.
| Bild             | Bezeichnung                                  | Jahr | Typ | Ref. | Beschreibung |
| ---------------- | -------------------------------------------- | ---- | --- | ---- | --- |
| BW               | Abbaustätte der Steinkreise von Wassu (Lage) | 2016 | K   | 6063 | Erweiterung der bestehenden Welterbestätte ‘Senegambische Steinkreise’ um die Abbaustätte der Steinkreise von Wassu                                              |
| (weitere Bilder) | Historisches Georgetown (Lage)               | 2016 | K   | 6064 | Erweiterung der bestehenden Welterbestätte ‘Kunta Kinteh Island und zugehörige Stätten’ um die historischen Gebäude und Ruinen in Janjanbureh (ehem. Georgetown) |